# Stopplaats Fransche Brug
Stopplaats Fransche Brug (telegrafische code: fb) is een voormalige stopplaats aan de spoorlijn Hoofddorp - Leiden Heerensingel, destijds aangelegd en geëxploiteerd door de Hollandsche Electrische-Spoorweg-Maatschappij (HESM) als onderdeel van de Haarlemmermeerspoorlijnen. De stopplaats lag ten westen van Roelofarendsveen en ten oosten van Rijpwetering. Aan de spoorlijn werd de stopplaats voorafgegaan door station Roelofarendsveen en gevolgd door station Rijpwetering. Stopplaats Fransche Brug werd geopend op 3 augustus 1912 en gesloten op 1 januari 1936. De stopplaats lag nabij de viaduct met de naam Fransche Brug, die op zijn beurt de naam had gekregen doordat het benodigde staal uit Frankrijk afkomstig was.
In Roelofarendsveen is een straatnaam vernoemd naar stopplaats Fransche Brug. 
1. ↑  https://www.google.com/maps/place/Fransche+Brug,+2371+BE+Roelofarendsveen/@52.2005569,4.6199623,18.22z/data=!4m5!3m4!1s0x47c5c34e74176cf7:0xae3a31fffc628a6d!8m2!3d52.2004278!4d4.6205219